# Epizody wojny rewolucyjnej
Epizody wojny rewolucyjnej (tytuł oryginalny Pasajes de la guerra revolucionaria) - książka autobiograficzna autorstwa Ernesto „Che” Guevary, opisująca przeżycia dowódcy oddziału partyzanckiego, podczas rewolucji kubańskiej.
Została opublikowana w 1963 roku, przetłumaczona na język angielski w 1968 roku. W Polsce ukazała się w 1981 roku za sprawą Wydawnictwa Literackiego Kraków.